# Айвсдейл (Іллінойс)
Айвсдейл (англ. Ivesdale) — селище (англ. village) в США, в округах Шампейн і Піатт штату Іллінойс. Населення — 265 осіб (2020).

## Географія
Айвсдейл розташований за координатами 39°56′44″ пн. ш. 88°27′25″ зх. д. / 39.94556° пн. ш. 88.45694° зх. д. (39.945623, -88.456881).  За даними Бюро перепису населення США в 2010 році селище мало площу 2,15 км², уся площа — суходіл.

## Демографія
Згідно з переписом 2010 року, у селищі мешкало 267 осіб у 114 домогосподарствах у складі 74 родин. Густота населення становила 124 особи/км².  Було 125 помешкань (58/км²).
Расовий склад населення:
| - 99,6 % — білих |

До двох чи більше рас належало 0,4 %. Частка іспаномовних становила 0,4 % від усіх жителів.
За віковим діапазоном населення розподілялося таким чином: 21,3 % — особи молодші 18 років, 61,8 % — особи у віці 18—64 років, 16,9 % — особи у віці 65 років та старші. Медіана віку мешканця становила 42,2 року. На 100 осіб жіночої статі у селищі припадало 96,3 чоловіків;  на 100 жінок у віці від 18 років та старших — 84,2 чоловіків також старших 18 років.
Середній дохід на одне домашнє господарство  становив 73 711 долар США (медіана — 47 292), а середній дохід на одну сім'ю — 94 640 доларів (медіана — 61 563). Медіана доходів становила 46 875 доларів для чоловіків та 31 354 долари для жінок. За межею бідності перебувало 8,9 % осіб, у тому числі 14,0 % дітей у віці до 18 років та 9,3 % осіб у віці 65 років та старших.
Цивільне працевлаштоване населення становило 139 осіб. Основні галузі зайнятості: освіта, охорона здоров'я та соціальна допомога — 30,9 %, науковці, спеціалісти, менеджери — 16,5 %, виробництво — 11,5 %, роздрібна торгівля — 9,4 %.